# (10724) Carolraymond
(10724) Carolraymond est un astéroïde de la ceinture principale.

## Description
(10724) Carolraymond est un astéroïde de la ceinture principale. Il fut découvert le 5 novembre 1986 à la station Anderson Mesa par Edward L. G. Bowell. Il présente une orbite caractérisée par un demi-grand axe de 2,35 UA, une excentricité de 0,09 et une inclinaison de 5,8° par rapport à l'écliptique.

## Compléments